# El Canto del Loco - Personas: la película
El Canto Del Loco Personas: La Película, es un documental dirigido por Félix Viscarret y estrenado en el año 2009.

## Argumento
El documental es acerca del día a día de los componentes de la banda incluyendo el backstage antes y después de los conciertos y videos privados. Es un viaje al interior de las personas que forman el grupo, una visión panorámica del mundo que les rodea y un acercamiento a su música a través de los procesos de composición y grabación de sus canciones, y los músicos se muestran tal como son en documentos inéditos y curiosos.